# 34ª Brigata fucilieri motorizzata da montagna delle guardie
La 34ª Brigata autonoma fucilieri motorizzata da montagna delle guardie (in russo 34-я отдельная гвардейская мотострелковая бригада (горная)?, 34-ja otdel'naja gvardejskaja motostrelkovaja brigada (gornaja), unità militare 01485) è un'unità di fanteria da montagna delle Forze terrestri russe, subordinata alla 49ª Armata combinata del Distretto militare meridionale e con base a Storoževaja nel distretto di Zelenčukskij.

## Storia
La brigata è stata fondata il 30 giugno 2006, venendo schierata a partire dall'anno successivo a guardia dei passi del Caucaso occidentale. I suoi reparti hanno ricevuto addestramento in montagna in collaborazione con la federazione alpinistica russa. La brigata è stata impiegata durante la guerra russo-georgiana del 2008. Personale appartenente alla brigata è stato identificato durante l'occupazione della Crimea nel 2014.
Alla fine del 2021 l'unità è stata trasferita in Crimea. Avanzando dalla penisola ha preso parte all'invasione russa dell'Ucraina, operando nella regione di Cherson dopo il fallimento della presa di Mykolaïv e il conseguente contrattacco ucraino nell'aprile 2022, dove la brigata ha perso il capo del genio militare, maggiore Sergej Kravčina. Durante l'estate, secondo fonti ucraine, avrebbe subito numerose perdite a causa dell'impiego in combattimento di tattiche sconsiderate. Fra settembre e novembre è stata impiegata per contrastare la controffensiva nell'Ucraina meridionale, che ha portato alla liberazione di Cherson e di tutta la sponda destra del Dnepr da parte degli ucraini. Dopo essersi ritirata oltre il fiume, è rimasta schierata in quel settore fino all'estate del 2023.
Con l'inizio della controffensiva ucraina nella regione di Zaporižžja, a luglio 2023 la brigata è stata trasferita nell'area a sud di Velyka Novosilka. Ad agosto è stata utilizzata per rinforzare il fianco sinistro dello schieramento russo in seguito all'avanzata ucraina lungo la valle del fiume Mokri Jaly. A ottobre la brigata ha riconquistato alcune posizioni ucraine a nord di Pryjutne. Nel corso del 2024 ha continuato ad operare nel settore a sud di Urožajne insieme alla 37ª Brigata fucilieri motorizzata. A novembre 2024 è stata trasferita nell'oblast' di Kursk per contrastare l'offensiva ucraina in territorio russo, inizialmente sul fianco occidentale del saliente e successivamente più a nord, sostituendo in prima linea l'810ª Brigata fanteria di marina. Il 5 dicembre 2024 la brigata è stata insignita del titolo di unità delle guardie. All'inizio di gennaio ha effettuato un importante assalto a nord di Sudža insieme alla 155ª Brigata fanteria di marina, impiegando 50 veicoli da combattimento ma venendo respinta con numerose perdite dalla 47ª Brigata meccanizzata ucraina. Ad aprile 2025 la brigata è stata trasferita nell'oblast' di Belgorod per contrastare l'incursione ucraina nella regione.

## Struttura
- Comando di brigata[21]
- 1001º Battaglione fucilieri motorizzato da montagna (unità militare 33182)
- 1021º Battaglione fucilieri motorizzato da montagna (unità militare 33228)
- 491º Battaglione artiglieria semovente (2S3 Akatsiya) (unità militare 47004)
- 1199º Battaglione ricognizione (unità militare 33835)
- Battaglione comunicazioni
- Batteria artiglieria missilistica contraerei
- Compagnia genio
- Compagnia manutenzione
- Compagnia logistica
- Compagnia guerra elettronica
- Compagnia medica

## Comandanti
- Maggior generale Artur Šemajtis (2008 - 2011)[22][23][24]
- Maggior generale Michail Zus'ko (2011 - 2014)[25]
- Colonnello Sergej Dmitriev (2015 - 20??)[26]
- Colonnello Andrej Smirnov (2021 - in carica)[27]